# Positivismo
Positivismo, termo cunhado por volta da década de 1830 tanto na língua alemã, quanto na língua francesa, referiu-se de início, seja de forma pejorativa ou apologética, ao método das ciências naturais empíricas; bem como, no caso do sentido alemão, à autoridade política e religiosa. O conceito de "ciência positiva" já era popular e fora utilizado por pensadores franceses desde o século XVIII. A partir de meados do século XIX, passou a se referir predominantemente a escolas filosóficas que sustentam que todo conhecimento genuíno é verdadeiro por definição ou positivo – ou seja, fatos a posteriori derivados pela razão e pela lógica a partir da experiência sensorial. Outras formas de conhecimento, como intuição, introspecção ou fé religiosa, são rejeitadas ou consideradas sem sentido.
O positivismo defende a ideia de que o conhecimento científico é a única forma de conhecimento verdadeiro. De acordo com os positivistas, somente se pode afirmar que uma teoria é correta se ela foi comprovada através de métodos científicos válidos. Os positivistas não consideram os conhecimentos adquiridos por meio de crenças religiosas, superstição ou qualquer outro, do campo espiritual, intuitivo ou transcendente, que não possa ser comprovado cientificamente. Para eles, o progresso da humanidade depende exclusivamente dos avanços científicos. Assim, o positivismo desenvolvido na segunda fase da carreira de Comte, associa uma interpretação das ciências e uma classificação do conhecimento a uma ética apenas humana radical.
"Positivismo" refere-se principalmente a uma corrente filosófica que surgiu em França no começo do século XIX. Os principais idealizadores do positivismo foram os pensadores Auguste Comte e John Stuart Mill. Esta escola filosófica ganhou força na Europa na segunda metade do século XIX e começo do XX. É um conceito que possui distintos significados, englobando tanto perspectivas filosóficas e científicas do século XIX quanto outras do século XX.
Desde o seu início, com Auguste Comte (1798-1857) na primeira metade do século XIX, até o presente século XXI, o sentido da palavra mudou radicalmente, incorporando diferentes significados, muitos deles opostos ou contraditórios entre si. Desse modo, há correntes de outras disciplinas que se consideram "positivistas" sem guardar nenhuma relação com a obra de Comte. Exemplos paradigmáticos disso são o positivismo jurídico, do austríaco Hans Kelsen, e o positivismo lógico (ou Círculo de Viena), de Rudolf Carnap, Otto Neurath e seus associados.
Para Comte, o positivismo é uma doutrina filosófica, sociológica e política. Surgiu como desenvolvimento sociológico do iluminismo, das crises social e moral do fim da Idade Média e do nascimento da sociedade industrial, processos que tiveram como grande marco a Revolução Francesa (1789-1799). Em linhas gerais, ele propõe à existência humana valores completamente humanos, afastando radicalmente a teologia e a metafísica (embora incorporando-as em uma filosofia da história). 
Embora a abordagem positivista tenha sido um tema recorrente na história do pensamento ocidental, o positivismo moderno foi articulado pela primeira vez no início do século XIX por Auguste Comte.  Sua escola de positivismo sociológico sustenta que a sociedade, como o mundo físico, opera de acordo com leis gerais. Depois de Comte, surgiram escolas positivistas em lógica, psicologia, economia, historiografia e outros campos do pensamento. Geralmente, os positivistas tentaram introduzir métodos científicos em seus respectivos campos. Desde a virada do século 20, o positivismo, embora ainda popular, diminuiu sob críticas em partes das ciências sociais de antipositivistas e teóricos críticos, entre outros, por seu alegado cientificismo, reducionismo, generalizações excessivas e limitações metodológicas.  

## Etimologia e antecedentes
O substantivo positivismo neste sentido foi importado no século XIX da palavra francesa positivisme, derivada de positif no seu sentido filosófico de “imposto à mente pela experiência”. O adjetivo correspondente (latim: positīvus) tem sido usado em sentido semelhante para discutir o direito (direito positivo comparado ao direito natural) desde a época de Chaucer.
O uso do termo "ciência positiva" para uma ciência certa, racional e empírica já fora popularizada no final do século XVIII pelos Idéologues. A palavra "positivismo" surgiu provavelmente em contexto independente tanto na língua alemã, quanto na língua francesa, durante a mesma época, por volta de 1830. Na esfera germanófona, "ciências positivas" e "positivismo" inicialmente se referiam àquelas ciências em que, em oposição às naturais, o conhecimento dependia de uma autoridade e de uma tradição, firmada na prática atual, e não em descobertas da razão. Assim, eram ditas positivas a teologia e o direito. O uso alemão de "positivo" como uma atitude excessiva de privilegiar o não natural aparece em W. T. Krug; o conceito de "positivo" é evocado em 1830 por Friedrich Thiersch, em sua crítica aos cientistas da natureza que rejeitavam o "positivo" da sabedoria estabelecida nas tradições; por Schelling, em sua definição da filosofia positiva, que tentava reconciliar o idealismo com a religião revelada; e por Friedrich Julius Stahl, em sua defesa de autoridades políticas e religiosas tradicionais.
Já no sentido francês, surgiu mais com um uso não negativo às ciências naturais, feito para defender métodos científicos propostos como verdadeiros. Esse uso aparece pela primeira vez em seguidores de Henri de Saint-Simon: no Journal de la doctrine de Saint-Simon de 1829 diz-se que o "verdadeiro método científico" possui "exatidão e positivismo", por meio do recolhimento de fatos a partir da observação e sistematização. Em 1832, A. Guéroult, um defensor de Charles Fourier, denuncia o "positivismo" do século como tendo imputado diversos pensadores como sendo "sonhadores". Mas o fundador de uma escola de pensamento sistematizada com o nome "positivismo" foi August Comte, definindo a visão de mundo científica como "filosofia positiva" e valorizando o conhecimento exato das ciências naturais.
O sentido do termo em alemão continuou sendo utilizado como pejorativo em críticas de conservadorismo, mas um sentido próximo ao francês tornou-se predominante na Prússia a partir de 1840 e 1850: a designação de "positivismo" e "positivo", como pertencente às ciências naturais, foi adotada por muitos pensadores alemães nessa época, confluindo com o significado francês de ciências positivas. Isso foi visto, por exemplo, em Gustav Droysen, o qual não deixa de também usar o sentido alemão político do termo. Porém, esse uso alemão antecipado de "positivo" para se referir às ciências naturais não fora influenciado por August Comte, que só teria recepção alemã e inglesa ao final de 1850, mas sim pelo movimento de reforma educacional do Vormärz, que adotava a palavra "positivismo" com um sentido pejorativo.
Nessa vertente, o sentido provinha do idealismo alemão, em que "positivo" se referia a tudo o que existe, e as ciências positivas (Wissenschaften) designavam o estudo das atualidades específicas. Pensadores do idealismo pós-kantiano, por exemplo o físico Karl Snell, afirmavam que tudo o que era "ciência positiva" era uma ciência incompleta. Eles criticavam que as ciências positivas eram pouco atrativas ao público educado e que havia uma ausência da filosofia e do estudo do espírito (Geist) nas ciências naturais, demasiadamente positivas e limitadas em suas explicações mecânicas e empíricas. O jovem Ludwig Feuerbach criticou o "Positivismus" de seu tempo, no sentido de uma estreiteza empírica, em seu ensaio de 1838 Zur Kritik des Empiricismus ("Sobre a Crítica do Empirismo"). Em debates sobre o currículo ginasial alemão da década de 1840, críticas foram feitas por exemplo pelos neo-humanistas quanto à proporção de ciências naturais, que deveriam ser reduzidas por serem muito positivas, materialistas e utilitárias, enquanto havia outras disciplinas mais importantes à formação intelectual e humana. Na década de 1870, o uso alemão de "positivismo" consolidou-se, porém, para se referir à filosofia de Comte.
Kieran Egan argumenta que o positivismo pode ser atribuído ao lado filosófico do que Platão descreveu como a disputa entre filosofia e poesia, posteriormente reformulada por Wilhelm Dilthey como uma disputa entre as ciências naturais (alemão: Naturwissenschaften) e as ciências humanas (Geisteswissenschaften). No início do século XIX, avanços maciços nas ciências naturais encorajaram os filósofos a aplicar métodos científicos a outros campos. Pensadores como Henri de Saint-Simon, Pierre-Simon Laplace e Auguste Comte acreditavam que o método científico, a dependência circular da teoria e da observação, deveria substituir a metafísica na história do pensamento.

## Auguste Comte

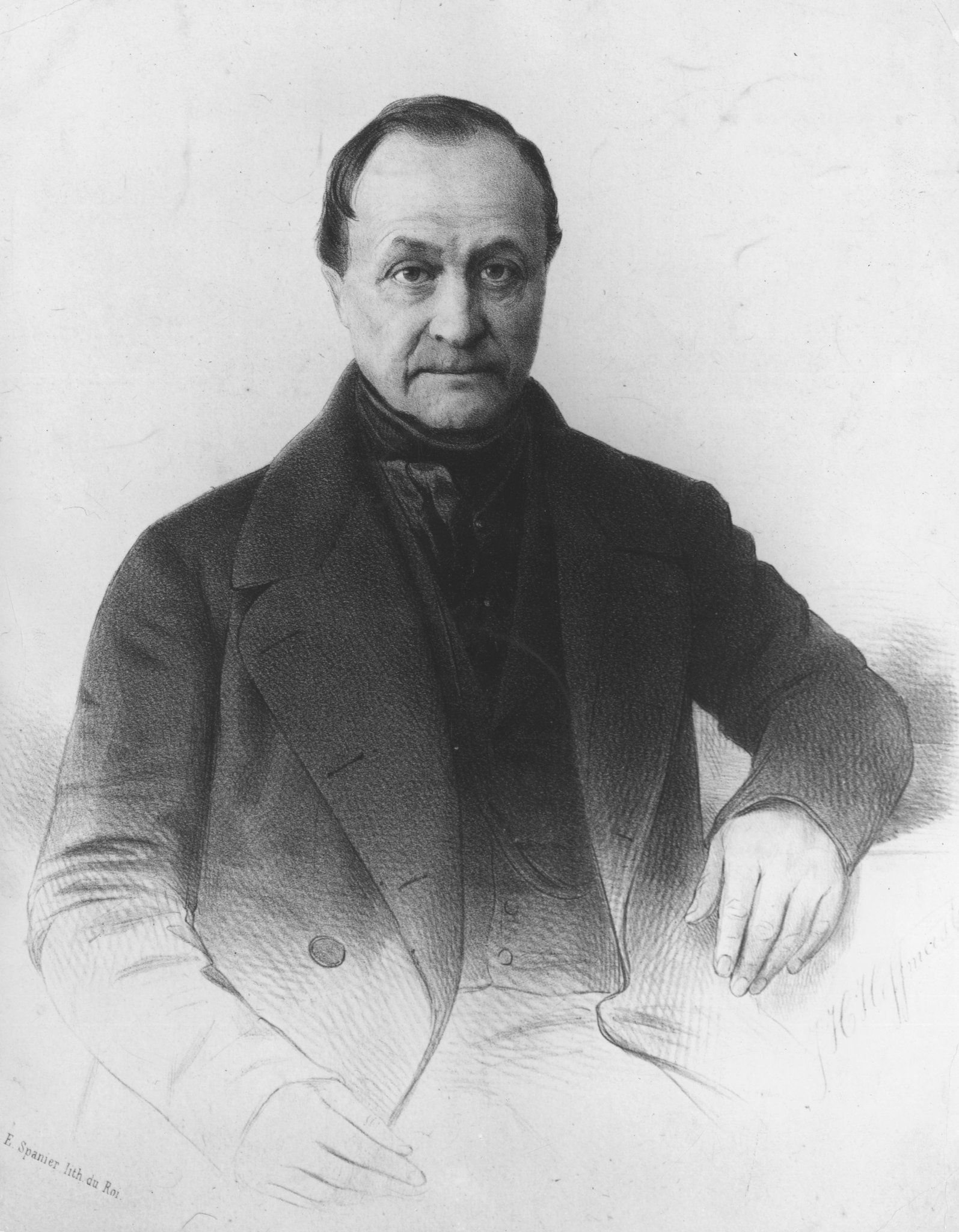
Auguste Comte

O método geral do positivismo de Auguste Comte consiste na observação dos fenômenos, opondo-se ao racionalismo e ao idealismo, por meio da promoção do primado da experiência sensível, única capaz de produzir a partir dos dados concretos (positivos) a verdadeira ciência (na concepção positivista), sem qualquer atributo teológico ou metafísico, subordinando a imaginação à observação, tomando como base apenas o mundo físico ou material. O positivismo nega à ciência qualquer possibilidade de investigar a causa dos fenômenos naturais e sociais, considerando este tipo de pesquisa inútil e inacessível, voltando-se para a descoberta e o estudo das leis (relações constantes entre os fenômenos observáveis).
Em sua obra Apelo aos conservadores (1855), Comte definiu a palavra "positivo" com sete acepções: real, útil, certo, preciso, relativo, orgânico e simpático.
O positivismo defende a ideia de que o conhecimento científico é a única forma de conhecimento verdadeiro. Assim sendo, desconsideram-se todas as outras formas do conhecimento humano que não possam ser comprovadas cientificamente. Tudo aquilo que não puder ser provado pela ciência é considerado como pertencente ao domínio teológico-metafísico caracterizado por crendices e vãs superstições. Para os positivistas o progresso da humanidade depende única e exclusivamente dos avanços científicos, único meio capaz de transformar a sociedade e o planeta Terra no paraíso que as gerações anteriores colocavam no mundo além-túmulo.
O positivismo é uma reação radical ao transcendentalismo idealista alemão e ao romantismo, na qual os afetos individuais e coletivos e a subjetividade são completamente ignoradas, limitando a experiência humana ao mundo sensível e ao conhecimento aos fatos observáveis. Substitui-se a Teologia e a Metafísica pelo "Culto à Ciência", o Mundo Espiritual pelo Mundo Humano, o Espírito pela Matéria.
A ideia-chave do positivismo comtiano é a Lei dos três estados, de acordo com a qual o entendimento humano passou e passa por três estágios em suas concepções, isto é, na forma de conceber as suas ideias e a realidade:
1. Teológico: o ser humano explica a realidade por meio de entidades supranaturais (os "deuses"), buscando responder a questões como "de onde viemos?" e "para onde vamos?"; além disso, busca-se o absoluto;
2. Metafísico: é uma espécie de meio-termo entre a teologia e a positividade. No lugar dos deuses há entidades abstratas para explicar a realidade: "o Éter", "o Povo", "o Mercado financeiro", etc. Continua-se a procurar responder a questões como "de onde viemos?" e "para onde vamos?" e procurando o absoluto. É a busca da razão e destino das coisas.
3. Positivo: etapa final e definitiva, não se busca mais o "porquê" das coisas, mas sim o "como", por meio da descoberta e do estudo das leis naturais, ou seja, relações constantes de sucessão ou de co-existência. A imaginação subordina-se à observação e busca-se apenas pelo observável e concreto.

#### A religião da humanidade
Auguste Comte, por meio da obra "Sistema de Política Positiva" (1851-1854), institui a Religião da Humanidade. Após a elaboração de sua filosofia, Comte concluiu que deveria criar uma nova religião: afinal, para ele, as religiões do passado eram apenas formas provisórias da única e verdadeira religião: a religião positiva. Segundo os positivistas, as religiões não se caracterizam pelo sobrenatural, pelos "deuses", mas sim pela busca da unidade moral humana. Daí a necessidade do surgimento de uma nova religião que apresenta um novo conceito do Ser Supremo, a Religião da Humanidade.
Comte foi profundamente influenciado a tal pela figura de sua amada Clotilde de Vaux.
Segundo os positivistas, a Teologia e a Metafísica nunca inspiraram uma religião verdadeiramente racional, cuja instituição estaria reservada ao advento do espírito positivo. Estabelecendo a unidade espiritual por meio da ciência, a Religião da Humanidade possui como principal objetivo a "regeneração social e moral".
Assim como o catolicismo está fundamentado na filosofia escolástica de Tomás de Aquino, a Religião da Humanidade está fundamentada na filosofia positivista de Auguste Comte fundamentada na ciência clássica.
A Religião da Humanidade possui, como Ser Supremo, a Humanidade Personificada, tida como deusa pelos positivistas. Ela representa o conjunto de seres convergente de todas as gerações, passadas, presentes e futuras que contribuíram, que contribuem e que contribuirão para o desenvolvimento e aperfeiçoamento humano.
A ciência clássica se constitui no dogma da Religião da Humanidade. Também existem templos e capelas onde são celebrados cultos elaborados à Humanidade (chamada Grão-Ser pelos positivistas). A religião positivista caracteriza-se pelo uso de símbolos, sinais, estandartes, vestes litúrgicas, dias de santos (grandes tipos humanos), sacramentos, comemorações cívicas e pelo uso de um calendário próprio, o Calendário Positivista (um calendário lunar composto por 13 meses de 28 dias).
O lema da religião positivista é: "O Amor por princípio e a Ordem por base; o Progresso por fim". Seu regime é: "Viver às Claras" e "Viver para Outrem".
Auguste Comte foi o criador da palavra "altruísmo", palavra que segundo o fundador, resume o ideal de sua Nova Religião.

## Positivismo de Durkheim
A moderna disciplina acadêmica da sociologia começou com o trabalho de Émile Durkheim (1858–1917). Embora Durkheim tenha rejeitado muitos dos detalhes da filosofia de Comte, ele manteve e refinou o seu método, sustentando que as ciências sociais são uma continuação lógica das ciências naturais no domínio da atividade humana, e insistindo que elas podem reter a mesma objetividade, racionalismo, e abordagem da causalidade. Durkheim criou o primeiro departamento europeu de sociologia na Universidade de Bordeaux em 1895, publicando suas Regras do Método Sociológico (1895).  Neste texto ele argumentou: "[nosso] objetivo principal é estender o racionalismo científico à conduta humana. O que tem sido chamado de nosso positivismo é apenas uma consequência desse racionalismo." 
A monografia seminal de Durkheim, Suicídio (1897), um estudo de caso das taxas de suicídio entre populações católicas e protestantes , distinguiu a análise sociológica da psicologia ou da filosofia. Ao examinar cuidadosamente as estatísticas de suicídio em diferentes distritos policiais, ele tentou demonstrar que as comunidades católicas têm uma taxa de suicídio mais baixa do que a dos protestantes, algo que atribuiu a causas sociais (em oposição a causas individuais ou psicológicas). Ele desenvolveu a noção de "fatos sociais" objetivos sui generis para delinear um objeto empírico único para a ciência da sociologia estudar.  Através de tais estudos, afirmou ele, a sociologia seria capaz de determinar se uma determinada sociedade é 'saudável' ou 'patológica' e procurar reformas sociais para negar o colapso orgânico ou a "anomia social". Durkheim descreveu a sociologia como a "ciência das instituições , sua gênese e seu funcionamento". 
David Ashley e David M. Orenstein alegaram, em um livro didático publicado pela Pearson Education , que os relatos do positivismo de Durkheim são possivelmente exagerados e simplificados demais; Comte foi o único grande pensador sociológico a postular que o domínio social pode ser sujeito à análise científica exactamente da mesma forma que a ciência natural, enquanto Durkheim via uma necessidade muito maior de uma metodologia científica distintamente sociológica. O trabalho de sua vida foi fundamental no estabelecimento da pesquisa social prática como a conhecemos hoje - técnicas que vão além da sociologia e formam a base metodológica de outras ciências sociais , como a ciência política, bem como de pesquisa de mercado e outros campos. 

## Positivismo histórico
Na historiografia, o positivismo histórico ou documental é a crença de que os historiadores devem buscar a verdade objetiva do passado, permitindo que as fontes históricas "falem por si", sem interpretação adicional.  Nas palavras do historiador francês Fustel de Coulanges, como positivista, "Não sou eu quem falo, mas a própria história". A forte ênfase colocada pelos positivistas históricos nas fontes documentais levou ao desenvolvimento de métodos de crítica das fontes , que procuram eliminar preconceitos e descobrir as fontes originais em seu estado original.  A origem da escola positivista histórica está particularmente associada ao historiador alemão do século XIX Leopold von Ranke, que argumentou que o historiador deveria procurar descrever a verdade histórica "wie es eigentlich gewesen ist" ("como realmente era") - embora subsequente historiadores do conceito, como Georg Iggers , argumentaram que seu desenvolvimento se deveu mais aos seguidores de Ranke do que ao próprio Ranke. 
O positivismo histórico foi criticado no século XX por historiadores e filósofos da história de várias escolas de pensamento, incluindo Ernst Kantorowicz na Alemanha de Weimar - que argumentou que "o positivismo... enfrenta o perigo de se tornar romântico quando afirma que é possível encontrar a Flor Azul da verdade sem preconceitos" - e Raymond Aron e Michel Foucault na França do pós-guerra, que postularam que as interpretações são sempre, em última análise, múltiplas e que não há uma verdade objetiva final a ser recuperada.  Em seu livro "The Idea of History", publicado postumamente em 1946, o historiador inglês Robin George Collingwood criticou o positivismo histórico por confundir fatos científicos com fatos históricos, que são sempre inferidos e não podem ser confirmados pela repetição, e argumentou que seu foco na "coleção de fatos" deu aos historiadores "um domínio sem precedentes sobre problemas de pequena escala", mas "uma fraqueza sem precedentes no tratamento de problemas de grande escala". 
Os argumentos historicistas contra as abordagens positivistas na historiografia incluem que a história difere de ciências como a física e a etologia no assunto e no método ;  que muito do que a história estuda não é quantificável e, portanto, quantificar é perder precisão; e que os métodos experimentais e os modelos matemáticos geralmente não se aplicam à história, de modo que não é possível formular leis gerais (quase absolutas) na história. 

## Outros subcampos
Na psicologia o movimento positivista foi influente no desenvolvimento do operacionalismo . O livro de filosofia da ciência de 1927, "A Lógica da Física Moderna" em particular, originalmente destinado a físicos, cunhou o termo definição operacional , que passou a dominar o método psicológico durante todo o século. 
Em economia , os investigadores praticantes tendem a emular os pressupostos metodológicos do positivismo clássico, mas apenas de uma forma de facto: a maioria dos economistas não se preocupa explicitamente com questões de epistemologia.  O pensador econômico Friedrich Hayek (ver "Direito, Legislação e Liberdade") rejeitou o positivismo nas ciências sociais como irremediavelmente limitado em comparação ao conhecimento evoluído e dividido. Por exemplo, grande parte da legislação (positivista) é insuficiente em contraste com o direito comum ou evoluído pré-alfabetizado ou incompletamente definido. 
Na jurisprudência, o “ positivismo jurídico ” refere-se essencialmente à rejeição da lei natural; assim, o seu significado comum com o positivismo filosófico é um tanto atenuado e nas gerações recentes geralmente enfatiza a autoridade das estruturas políticas humanas em oposição a uma visão "científica" do direito. 

## Positivismo lógico
O positivismo lógico (mais tarde e mais precisamente chamado de empirismo lógico) é uma escola de filosofia que combina o empirismo, a ideia de que a evidência observacional é indispensável para o conhecimento do mundo, com uma versão do racionalismo, a ideia de que o nosso conhecimento inclui um componente que não é derivado da observação. O positivismo lógico cresceu a partir das discussões de um grupo chamado “Primeiro Círculo de Viena”, que se reuniu no Café Central antes da Primeira Guerra Mundial. Após a guerra, Hans Hahn , um membro desse grupo inicial, ajudou a trazer Moritz Schlick para Viena. O Círculo de Viena de Schlick , juntamente com o Círculo de Berlim de Hans Reichenbach, propagaram as novas doutrinas mais amplamente na década de 1920 e no início da década de 1930. 
Foi a defesa de Otto Neurath que tornou o movimento autoconsciente e mais conhecido. Um panfleto de 1929 escrito por Neurath, Hahn e Rudolf Carnap resumiu as doutrinas do Círculo de Viena da época. Estas incluíam a oposição a toda a metafísica , especialmente à ontologia e às proposições sintéticas a priori ; a rejeição da metafísica não como errada, mas como sem sentido (ou seja, não empiricamente verificável); um critério de significado baseado nos primeiros trabalhos de Ludwig Wittgenstein (que ele próprio mais tarde se propôs a refutar); a ideia de que todo o conhecimento deve ser codificável numa única linguagem científica padrão; e, acima de tudo, o projeto de "reconstrução racional", no qual os conceitos da linguagem comum seriam gradualmente substituídos por equivalentes mais precisos nessa linguagem padrão. No entanto, o projeto é amplamente considerado como tendo falhado.  
Depois de se mudar para os Estados Unidos, Carnap propôs uma substituição para as doutrinas anteriores em sua Sintaxe Lógica da Linguagem. Esta mudança de direcção, e as crenças um tanto diferentes de Reichenbach e outros, levaram a um consenso de que o nome inglês para a plataforma doutrinária partilhada, no seu exílio americano a partir do final da década de 1930, deveria ser “empirismo lógico”. Embora o movimento positivista lógico seja agora considerado morto, ele continuou a influenciar o desenvolvimento filosófico. 

## O positivismo no Brasil

Bandeira do Brasil

O lema Ordem e Progresso na bandeira do Brasil é inspirado pelo lema positivista: "Amor como princípio e ordem como base; o progresso como meta". Foi usado na bandeira, pois várias pessoas envolvidas na Proclamação da República do Brasil eram seguidores das ideias de Auguste Comte.
Seria exagero atribuir aos positivistas a Proclamação da República do Brasil: é no processo de consolidação desta que se verifica a influência que exerceram destacando-se o coronel Benjamim Constant (que, depois, foi homenageado com o epíteto de "Fundador da República Brasileira").
De acordo com VALENTIM (2010):

A partir da segunda metade do século XIX, as ideias de Auguste Comte permearam as mentalidades de muitos mestres e estudantes militares, políticos, escritores, filósofos e historiadores. Vários brasileiros adotaram, ou melhor, se converteram ao positivismo, dentre eles o professor de matemática da Escola Militar do Rio de Janeiro Benjamin Constant, o mais influente de todos. Tais influências estimularam movimentos de caráter republicano e abolicionista, em oposição à monarquia e ao escravismo dominante no Brasil. A Proclamação da República, ocorrida através  de um golpe militar, com apoio de setores da aristocracia brasileira, especialmente a paulista, foi o resultado “natural” desse movimento.
A conformação atual da bandeira do Brasil é um reflexo dessa influência na política nacional. Na bandeira lê-se a máxima política positivista Ordem e Progresso, surgida a partir da divisa comteana O Amor por princípio e a Ordem por base; o Progresso por meta, representando as aspirações a uma sociedade justa, fraterna e progressista.
Outros positivistas de importância para o Brasil foram Nísia Floresta (a primeira feminista brasileira e discípula direta de Auguste Comte), Miguel Lemos, Euclides da Cunha, Luís Pereira Barreto, o marechal Cândido Rondon, Júlio de Castilhos, Demétrio Nunes Ribeiro, Carlos Torres Gonçalves, Ivan Monteiro de Barros Lins, Roquette-Pinto, Barbosa Lima, Lindolfo Collor, David Carneiro, David Carneiro Jr., João Pernetta, Luís Hildebrando Horta Barbosa, Júlio Caetano Horta Barbosa, Alfredo de Morais Filho, Henrique Batista da Silva Oliveira, Eduardo de Sá e muitos outros.
Houve no Brasil dois tipos de positivismo: um "positivismo ortodoxo", mais conhecido, ligado à Religião da Humanidade e apoiado por Pierre Laffitte, discípulo de Comte, e um "positivismo heterodoxo", que se aproximava mais dos estudos primeiros de Augusto Comte que criaram a disciplina da Sociologia e apoiado por outro discípulo de Comte, Émile Littré.

## Crítica
Historicamente, o positivismo tem sido criticado pelo seu reducionismo, ou seja, por defender que todos os “processos são redutíveis a acontecimentos fisiológicos, físicos ou químicos”, “os processos sociais são redutíveis às relações entre os indivíduos e às acções dos indivíduos”, e que “os organismos biológicos são redutíveis” para "sistemas físicos."  A consideração de que as leis da física podem não ser absolutas, mas relativas e, se assim for, isso pode ser ainda mais verdadeiro nas ciências sociais, foi afirmada, em termos diferentes, por GB Vico em 1725.  Vico, em contraste com o movimento positivista, afirmou a superioridade da ciência da mente humana (as humanidades, em outras palavras), com base no fato de que as ciências naturais nada nos dizem sobre os aspectos internos das coisas.  Wilhelm Dilthey lutou arduamente contra a suposição de que apenas as explicações derivadas da ciência são válidas.  Ele reprisou o argumento de Vico de que as explicações científicas não alcançam a natureza interna dos fenômenos  e é o conhecimento humanístico que nos dá insights sobre pensamentos, sentimentos e desejos.  Dilthey foi em parte influenciado pelo historicismo de Leopold von Ranke (1795-1886).  A contestação sobre o positivismo reflete-se tanto em debates mais antigos (ver a disputa do Positivismo ) como nos atuais sobre o papel adequado da ciência na esfera pública. A sociologia pública — especialmente conforme descrita por Michael Burawoy — argumenta que os sociólogos deveriam usar evidências empíricas para apresentar os problemas da sociedade para que possam ser mudados. 

### Antipositivismo
Na virada do século XX, a primeira onda de sociólogos alemães introduziu formalmente o antipositivismo metodológico, propondo que a pesquisa deveria se concentrar nas normas, valores, símbolos e processos sociais culturais humanos vistos de uma perspectiva subjetiva. Max Weber, um desses pensadores, argumentou que embora a sociologia possa ser vagamente descrita como uma 'ciência' porque é capaz de identificar relações causais (especialmente entre tipos ideais ), os sociólogos deveriam procurar relações que não sejam tão "a-históricas, invariantes ou generalizáveis". " como aqueles perseguidos por cientistas naturais.  Weber considerava a sociologia como o estudo da ação social, usando análise crítica e técnicas de compreensão interpretativa. Os sociólogos Georg Simmel, Ferdinand Tönnies, George Herbert Mead e Charles Cooley também foram influentes no desenvolvimento do antipositivismo sociológico, enquanto a filosofia neokantiana, a hermenêutica e a fenomenologia facilitaram o movimento em geral. 